# DPM (камуфляж)
Камуфляж DPM (англ. DPM, Disruptive Pattern Material) — деформаційний військовий камуфляж, що використовувався Британською армією в 1960—2016 роках і дотепер використовується арміями деяких інших країн. Камуфляж DPM виготовляється у двох колірних варіантах: лісовий і пустельний DDPM (англ. Desert DPM). Протягом 2010—2016 років камуфляж DPM в британській армії було поступово замінено на новий камуфляж MTP (англ. Multi-Terrain Pattern).

## Історія

### Куртка Денісон

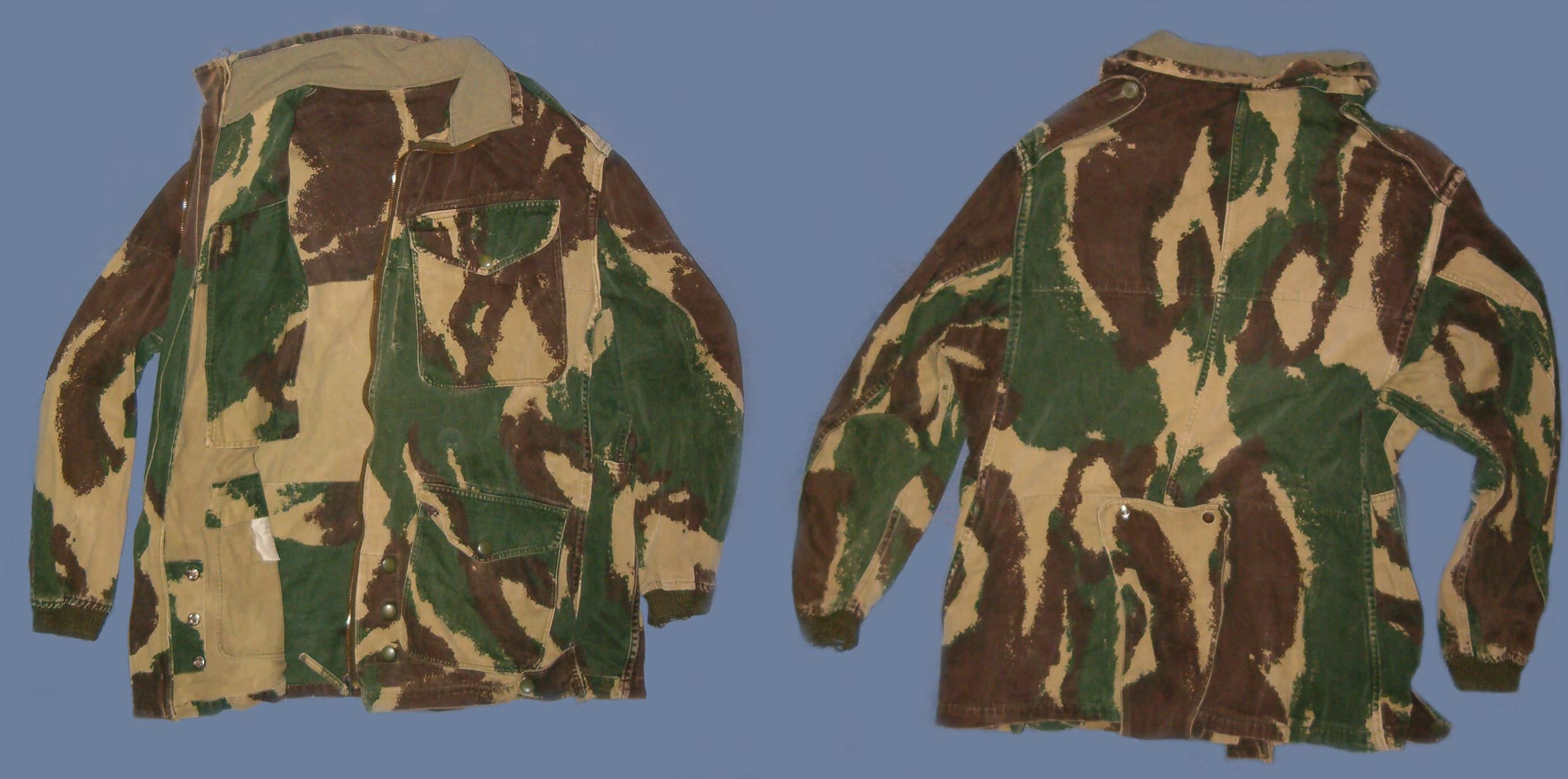
Куртка Денісон з камуфляжним малюнком DPM-59

Під час Другої світової війни армія Великої Британії використовувала однострої з однотонним камуфляжем в кольорі хакі. Вперше багатоколірний деформаційний камуфляж типу DPM був використаний англійцями для так званих курток «Денісон» (англ. Denison smock), які з'явились у 1942 році. Їх виготовляли із бавовняної тканини пісочного кольору, на яку наносили неправильні коричневі та темно-зелені плями. Куртка призначалася лише для спеціалізованих формувань, таких, як британські командос та парашутисти, тоді як однотонний колір хакі залишався стандартним камуфляжем всієї армії до введення в 1960 році одностроїв Модель-60. Камуфляж, який використовувався на куртках Денісона, називався Модель-44 та Модель-59 (післявоєнна версія).

## Моделі
Ще в 1960 році британська армія висунула ідею змінити однотонні армійські однострої кольору хакі, історія яких сягала часів до початку Другої світової війни, на однострої з багатоколірним деформаційним камуфляжем.
Новий британський DPM був розроблений на початку 1960-х років, використовуючи чотири основні західноєвропейські помірні кольори: чорний, темно-коричневий, зелений і темно-пісочний, щоб створити дуже ефективний камуфляж, який лише з незначними змінами в кольорах і малюнку зберігся у своєму базовому дизайні до теперішнього часу.

### Модель-60
У зв'язку зі скасуванням обов'язкової військової служби, у 1961 році у Великій Британії був введений новий вид армійського однострою — Модель-60 (Pattern 60). Він замінив Модель-37 (Battle Dress) і його трохи модернізовану версію Модель-49. Модель-60 все ще випускався в кольорі хакі, але одночасно була створена версія з камуфляжем DPM, яка, однак, не була представлена масово.

### Модель-68, поширення камуфляжу на весь склад ЗС
Камуфляж DPM набув широкого розповсюдження з появою уніформи Модель-68. Ця модифікація одностроїв виготовлялась повністю з камуфляжем DPM. Однак сам камуфляж дещо відрізнявся від того, що використовувався у Моделі-60 — по краях плям мав темні широкі краї та характерні точки.

### Модель-84, Модель-94 та модель Combat Soldier-95
Після Фолклендської війни була введена уніформа Модель-84. Цей камуфляж мав дещо іншу форму плям і більш темні кольори. Пізніше з'явився і прототип Моделі-94 — камуфляж має дещо інші кольори (більше жовтого), а плями трохи менші. Візерунок камуфляжу в моделі «Combat Soldier 95» майже ідентичний до зразка Моделі-68.
Було створено дві модернізації моделі «Combat Soldier 95»: S2000 — з більш темним кольором камуфляжу і S2005 — в якій колірна гама камуфляжу затемнена ще більше.

## Версії камуфляжу DPM

### Тропічна версія DPM

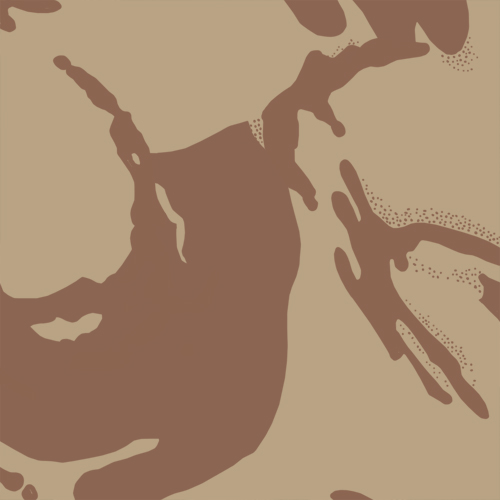
Шаблон пустельного камуфляжу DDPM

Камуфляж на основі Моделі-68 з єдиною відмінністю — були використані більш яскравіші та контрастні кольори, які краще маскуються в умовах джунглів. У цьому камуфляжі випускалися лише сорочки та штани.

### Пустельна версія DPM

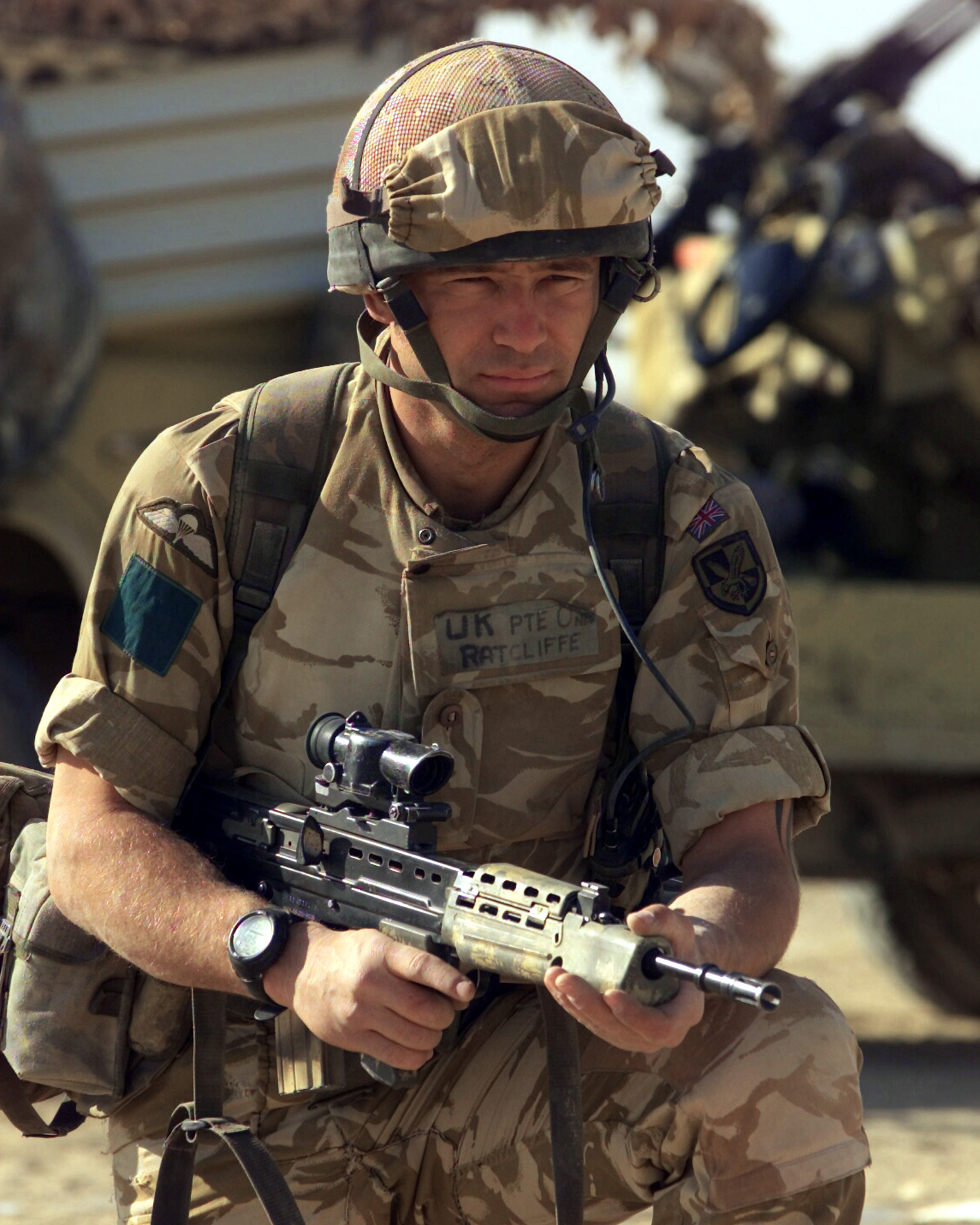
Британський солдат у пустельному камуфляжі DDPM

Існує дві версії пустельного камуфляжу під назвою Пустельний DPM (Desert DPM) в 4-х і 3-колірній версії. Триколірна версія була представлена для Першої війни в Перській затоці в 1990 році. На той час від 4-колірної версії відмовилися через те, що велика кількість одностроїв з цим камуфляжем раніше постачалась армії Іраку. 3-колірний варіант відрізнявся лише видаленням одного кольору. Ця версія успішно використовується і донині.

### Гібридна версія DPM
Цей варіант був створений на рубежі 2008/2009 років. Новостворений камуфляж повинен був краще працювати в пустельних країнах, таких як Ірак або Афганістан.
Цей камуфляж був розроблений для маскування не лише на великих відкритих просторах Афганістану, а й у родючій зоні вздовж річки Гільменд, яку солдати називають «зеленою зоною». Камуфляж не виправдав сподівань і від нього відмовились.

## Заміна на камуфляж MTP
У 2009 році були проведені широкі польові дослідження, щоб обрати новий тип камуфляжу для задоволення потреб британських солдат під час Війни в Афганістані. На конкурс були допущені різні модифікації британських камуфляжі та зразок комерційного камуфляжу MultiCam американської компанії Crye Precision. Після випробувань, було прийнято рішення використовувати шаблон камуфляжу MultiCam як основу шаблону для нового британського камуфляжу MTP.
У 2010 році новий камуфляж MTP було прийнято на заміну усім попереднім варіантам камуфляжу DPM, що використовувався британськими збройними силами ще з 1960-х років. Перехід британської армії на камуфляж MTP було завершено у 2013 році, але деякі підрозділи продовжували використовувати камуфляж DPM ще до 2016 року.

## DPM в інших арміях
Камуфляж DPM також можна побачити в інших країнах: напр. Саудівська Аравія, Нідерланди, Пакистан, Португалія та Нова Зеландія.

### Поточні користувачі
- Ботсвана: використовується збройними силами Ботсвани.
- Болгарія: використовується під назвою M2003 DPM[5].
- Велика Британія: камуфляж DPM в блакитній гамі з 2015 року використовується британськими солдатами в OPFOR; також камуфляж DPM використовується деякими кадетськими корпусами[6];
- Вануату: DPM використовується Мобільними силами Вануату.
- Греція: використовується деякими грецькими спецпідрозділами[7].
- Гонконг: використовується поліцією Гонконгу.
- Індонезія: з 1984 року камуфляж є стандартним одностроєм Збройних сил Індонезії (TNI)[8][9]. Для посушливих районів використовується пустельний DPM[10]. У 2003 році для солдат штурмових батальйонів розроблена піксельна версія камуфляжу DPM[10].
- Індія: використовується камуфляж DPM місцевого виробництва[11]. Повинен бути замінений на піксельний камуфляж, прийнятий у 2022 році[12];
- Іран: Пустельний DPM є стандартним одностроєм Іранської армії та Корпусом вартових Ісламської революції[13][14];
- Камбоджа: 911-й полк спецпризначення використовує індонезійський камуфляж DPM[15]. Камуфляж DPM місцевого виробництва використовується камбоджійською армією[16].
- Кенія: використовується Збройними силами Кенії[17];
- Лесото: використовується Збройними силами Лесото;
- Малаві;
- Оман: використовується армією Омана, в шаблоні британського камуфляжу DPM колір світлий хакі замінено світло-помаранчевий наприкінці 1990-х років[18][19]
- Папуа Нова Гвінея: армія Папуа Нової-Гвінеї використовує камуфляж Kumul DPM[20];
- Північна Корея: камуфляж DPM використовується прикордонними військами;
- Росія: використовується версія DPM під назвою «Смог»[21];
- Сербія: використовується підрозділами SAJ для операцій поза межами міст[22];
- Шрі-Ланка: підрозділи спецпризначення[23];
- Україна: використовується окремими підрозділами збройних сил України[24];
- Філіппіни: DPM філіппінського виробництва використовується Збройними силами Філіппін, у 2017 році його почали поступово замінювати на камуфляж PHILARPAT[25] після того. як він отримав на Філіппінах офіційний патент у 2016 році[26];
- Ямайка: камуфляж DPM використовувався Збройними силами Ямайки з 1992 року і має бути замінений на Hypersteath's Digital Combat Uniform[27].

### Колишні користувачі
- Аргентина: клон камуфляжу DPM, відомий як Camuflaje Patagonico використовувався збройними силами Аргентини, розгорнутими в Патагонії та в Андах[28];
- Австралія: використовувався Королівськими ВПС Австралії в 1970–1980-х роках.
- Бахрейн: використовувався як стандартний, так і пустельний типи камуфляжу DPM до 2013 р., коли він був замінений на піксельний камуфляж[29];
- Бангладеш: використовувався місцевий варіант камуфляжу DPM[30];
- Бруней: Використовувався до 2011 року, після чого був замінений на піксельний камуфляж[31][32];Кадети Британського Air Training Corps в камуфляжі DPM

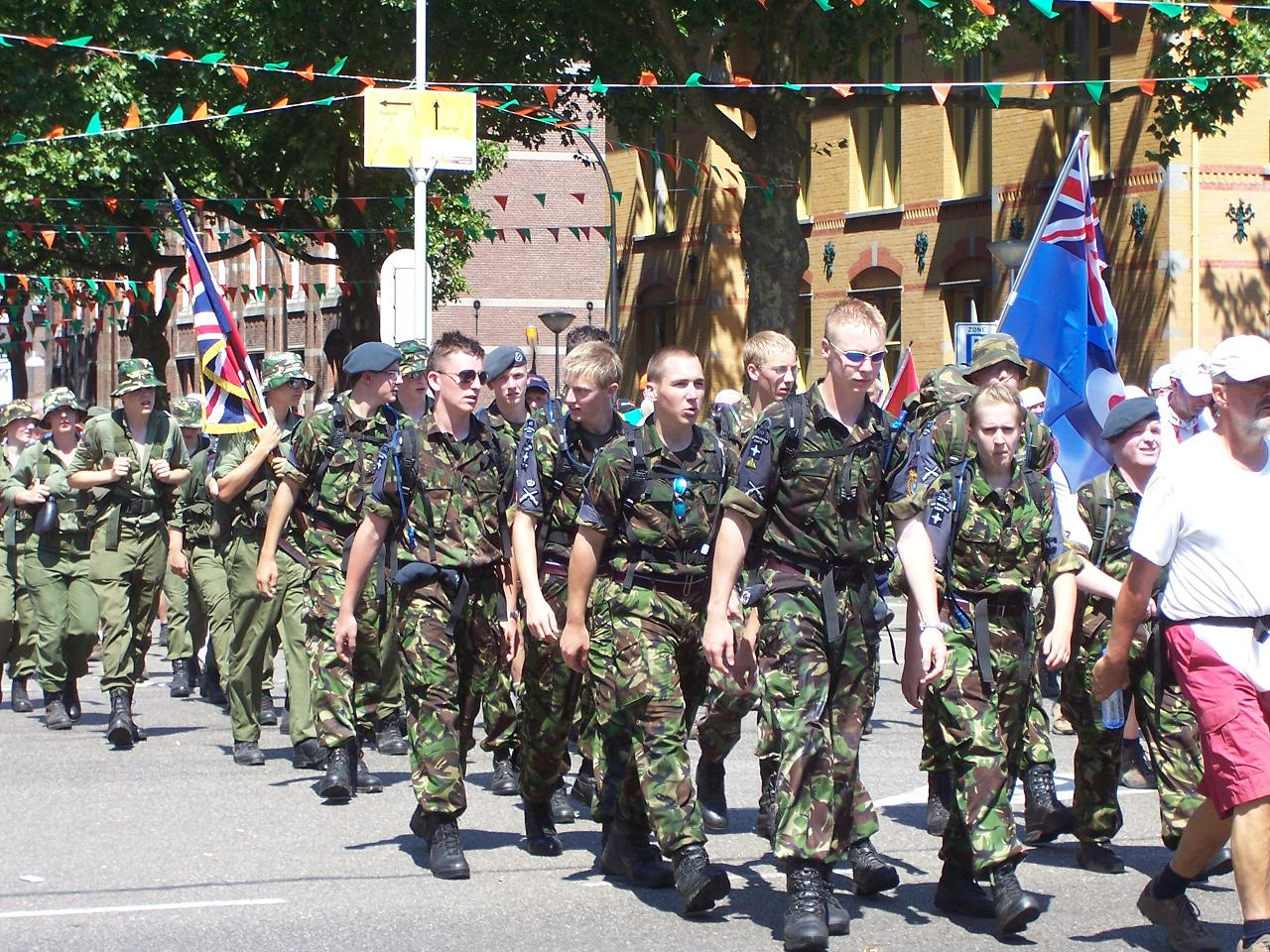
Кадети Британського Air Training Corps в камуфляжі DPM

- Велика Британія: Стандартний та пустельний варіанти камуфляжу DPM використовувався Британськими збройними силами, пустельний варіант використовувався підрозділами OPFOR після Війни в Затоці[33]. Стандартний (лісовий) камуфляж використовувався кадетськими корпусами до впровадження камуфляжу MTP[34][35];
- Ємен[19]
- Ірак: раніше використовувався збройними силами Іраку;
- Ірландія: використовувався підрозділами Army Ranger Wing з 1980-х до 1990-х, коли решта Ірландських збройних сил перейшла на ірландський DPM[36];
- Канада: використовується повітряними десантниками[37] Невелика кількість пустельного DPM була придбана канадськими солдатами, що брали участь в UNIKOM[38];
- Китай: для спецпризначенців використовувався камуфляж DPM, аналогічний філіппінському[39]. Використовується також піксельний варіант цього камуфляжу[40];
- Кувейт[19];
- Малайзія: використовувався з надлишків британського DPM малайзійськими миротворцями під час перебування в складі UNPROFOR SFOR and IFOR під час війни у Боснії.
- Нідерланди: з 1991 по 2011, використовувалась версія, відома як M91 DPM[41].
- Нова Зеландія: з 1980 по 2013 рік Збройні сили Нової Зеландії використовували власну версію DPM, що мала назву NZDPM;
- Пакистан: камуфляж на основі DPM використовувався підрозділами SSG[42];
- ПАР: Hunter Group та 32 Battalion використовували камуфляж типу DPM в Південноафриканській прикордонній війні[43];
- Португалія:в 1980-х роках прийнятий на заміну камуфляжу Lizard[19][44][45].
- Румунія: використовували DPM до 2017[44];
- Саудівська Аравія: Національна гвардія Саудівської Аравії використовує триколірний пустельний і чорний DPM.
- Сьєрра-Леоне;
- Словенія;
- Таїланд: використовувався тайськими силами спецпризначення[46];
- Узбекистан: сірий DPM раніше використовувався узбецькими силами спецпризначення з 2006 року[47].
- Філіппіни: червоний DPM використовувався Філіппінською береговою охороною[48].
- Хорватія;
- Шрі-Ланка: використовувався командос армії Шрі-Ланки[11].